# Comté de Floyd (Indiana)
Pour les articles homonymes, voir Comté de Floyd.
Le comté de Floyd (anglais : Floyd County) est un comté de l'État de l'Indiana, aux États-Unis. Il comptait 70 823 habitants en 2000. Son siège est New Albany.